# Horst Widmann

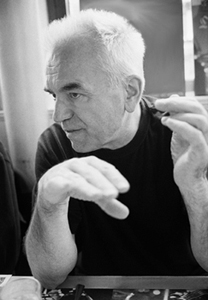
Horst Widmann

Horst Widmann  (* 8. August 1938 in Leoben, Österreich) ist ein österreichischer Künstler.

## Leben
Zwischen 1959 und 1963 studierte er an der Kunsthochschule in Linz, lebt und arbeitet seit 1964 in Paris. Um 1980 begann er seine ersten Röntgenbilder zu bearbeiten, die dann im Phototypie-Verfahren in der Druckerei Arte gedruckt wurden. Ein Teil davon wurde 1992 in der “Bibliothèque Nationale de Paris” ausgestellt. Der großartige Fortschritt in der Digitalisierung der Bilder in den Jahren 1990 beeinflusste Horst Widmann, seine Röntgenbilder neu zu bearbeiten und gleichzeitig die Palette zu erweitern. Seine radiographische Technik ermöglicht dem elementaren Wesen der Dinge näher zu kommen und rückt Unsichtbares in den Fokus. Die Bilder geben dem Betrachter eine „vollkommene neue Ansicht“.

## Ausstellungen
- 2013 – FRED TORRES COLLABORATION "Mon Ami" – We Share the Same Sky. New York (USA).
- 2011 – BALT'ART – "L'Art et le Grand Paris" im Baltard Pavillon.
- 2010 – TRANSVERSALITE in Saint-Jean-de-Monts.
- 2010 – COP'ART in Lorraine.
- 2009 – F.A.E. Galerie L'Atelier, Boulogne.
- 2009 – JBS Galerie, Paris.
- 2009 – Galerie Villa, Paris.
- 2008 – MACParis, Manifestation d’Art Contemporaine, Paris.
- 2005 – 50è Salon d’Art Contemporaine, Montrouge.
- 1992 – Bibliothèque nationale de France, "De Bonnard à Baselitz".

### Französische Veröffentlichungen
- L'art et le Grand Paris. In: Art Croissance. Juni 2011, S. 15/16.[1]
- COP'ART – Interview von Horst Widmann. In: La Plume Culturelle. Mai 2010. Auteur Laure Dumet,[2].
- COP'ART : l'art entre dans les entreprises. In: Artension. N°107, Juni 2010, S. 16/17. ISSN 0294-3107[3]
- Art scènes. In: Art scènes. N°21, September 2009, S. 14/15. ISSN 0298-9530,[4].
- Un Hiver Américain. In: Connaissance des Arts. N°665, November 2008, S. 20. ISSN 0293-9274,[5].